# 斯皮里宗·阿萨纳索普洛斯
斯皮里宗·阿萨纳索普洛斯（希臘語：Σπυρίδων Αθανασόπουλος，？—？），又名索蒂里奥斯，希腊男子竞技体操运动员。他曾获得1896年夏季奥运会体操比赛男子团体双杠银牌。